# ギオルギ・チハイゼ
ギオルギ・チハイゼ（グルジア語: გიორგი ჩხაიძე、グルジア語ラテン翻字: Giorgi Chkhaidze、1981年8月20日 – ）は、ジョージアのラグビーユニオン選手。主たるポジションはフランカー。
彼はフランスに渡り、6つのクラブに所属した：マシー（2006年–2007年）、ラシン・メトロ（2007年–2009年）、モンペリエ（2009年–2011年）、サン＝ジュニアン（2011年–2012年）、タルブ（2012年–2014年）、リールMR（2014年–）。
チハイゼのラグビージョージア代表としてのキャップ数は、100を超えている。代表デビューは2002年2月3日のオランダ戦で、19歳の時であった。この試合で彼は4トライ20得点を挙げ、ジョージアが88対0で勝利した。彼は2003年ワールドカップで3試合出場、2007年ワールドカップで全4試合出場、2011年ワールドカップでも全4試合出場、そして2015年ワールドカップにも4大会連続で出場した。